# Тома Максимовић
Тома Максимовић (Брчко, 29. март 1895 — Београд, 16. фебруар 1958) био је председник Српског привредног друштва „Привредник“ после смрти оснивача Владимира Матијевића, директор Бате из Борова и комесар за избеглице у влади Милана Недића.

## Биографија
Био је председник општине Борово у периоду 1936—1941. године.
Заслужан је за спасавање великог броја српских избеглица у току Другог светског рата, помагао је да им се нађе смештај, запослење, а за младе обука за занате. Одбио је понуду из Швајцарске да се 1941. спасе и пређе у ондашњу централу Бате. Уместо тога је прихватио молбу Милана Недића да се прихвати организације избеглица и да искористи своје искуство директора највеће југословенске фирме Бате и председника најорганизованије хуманитарне организације Српског привредног друштва „Привредник“. Остао је упамћен као велики добротвор и организатор од стране стотина хиљада избеглица из Другог светског рата. О њему и о смештају избеглица писао је академик Дејан Медаковић у Ефемерису. Био је ожењен кћерком Томаша Бате.
После рата је проглашен народним непријатељем, одузета су му сва грађанска права, а војни суд га је 15. августа 1945. осудио на четири године затвора.
Залагањем Милована Вујовића, пензионисаног професора из Новог Сада основан је Фонд за помоћ Србима „Тома Максимовић“ 1993. године у Новом Саду. Тома Максимовић је рехабилитован одлуком Окружног суда у Новом Саду 2008. године.